# Hemilea theodori
Hemilea theodori är en tvåvingeart som först beskrevs av Boris Borisovitsch Rohdendorf 1955.  Hemilea theodori ingår i släktet Hemilea och familjen borrflugor. Inga underarter finns listade i Catalogue of Life.